# May Robson
May Robson (Moama, 19 de maio de 1858 – Beverly Hills, 20 de outubro de 1942) foi uma atriz australiana naturalizada estadunidense. Foi indicada ao Oscar de melhor atriz na edição de 1932 pelo trabalho na obra Lady for a Day, tornando-se a primeira australiana a ser indicada a premiação.

## Filmografia
- Called Back (1884)
- An Appeal to the Muse (1885)
- Robert Elsmere (1889)
- The Charity Ball (1890)
- Nerves (1891)
- Gloriana (1892)
- Lady Bountiful (1892)
- Americans Abroad (1893)
- The Family Circle (1893)
- The Poet and the Puppets (1893)
- Squirrel Inn (1893)
- No. 3A (1894)
- As You Like It (1894)
- Liberty Hall (1894)
- The Fatal Card (1895)
- The Importance of Being Earnest (1895)
- A Woman's Reason (1895)
- The First Born (1897)
- His Excellency, The Governor (1900)
- Are You a Mason? (1901)
- Dorothy Vernon of Haddon Hall (1904)
- Cousin Billy (1905–1907)
- The Rejuvenation of Aunt Mary (1907)
- The Three Lights (A Night Out) (1911)